# Służba Bezpieczeństwa
Lo Służba Bezpieczeństwa Ministerstwa Spraw Wewnętrznych ("Servizio di sicurezza del Ministero per gli affari interni"), noto anche come Esbecja o SB, fu stabilito nel 1956 nella Repubblica Popolare di Polonia. Sebbene il Ministero fosse stato istituito nel 1954, non ebbe un ruolo importante fino alla liquidazione del Comitato per la pubblica sicurezza.
Costituì la principale organizzazione di sicurezza in Polonia dal 1956 fino alla fine del regime comunista nel 1989.

## Storia
Il Ministero della pubblica sicurezza, creato dopo la seconda guerra mondiale, era responsabile della sicurezza, dell'intelligence e del controspionaggio. Controllava più di 41.000 soldati dei Corpi di sicurezza interna, 57 500 membri della milizia cittadina, truppe di confine per 32.000 unità, 10.000 agenti penitenziari e 125.000 membri della Riserva dei volontari della milizia cittadina.
Dopo la fuga verso ovest nel 1954 di Józef Światło (nato Izaak Fleischfarb), un ufficiale di alto rango al Ministero per la pubblica sicurezza strumentale nell'arresto del cardinale Stefan Wyszyński, tale ministero fu abolito.
Nel dicembre del 1954, il Partito Operaio Unificato Polacco (PZPR) divise il precedente ministero in due parti: il Comitato per la pubblica sicurezza (Komitet do spraw Bezpieczeństwa Publicznego, o KdsBP) e il Ministero degli affari interni (MSW). Il primo era una polizia segreta responsabile dell'intelligence interna ed esterna e del controspionaggio, attiva soprattutto nel contrasto di movimenti clandestini e dell'influenza della chiesa cattolica. Il MSW si occupava dei doveri amministrativi ed eventualmente controllava i Corpi di sicurezza interna, la milizia, le truppe di confine, le guardie carcerarie e la riserva dei volontari della milizia cittadina

## Riforma del 1956
Il 1956 portò ad importanti cambiamenti nella politica polacca. Non appena uscì di prigione, Władysław Gomułka divenne il Segretario generale del Comitato centrale del Partito Operaio Unificato Polacco. Le riforme furono fatte nella struttura della sicurezza statale: il Comitato per la pubblica sicurezza fu eliminato e i suoi compiti furono presi dal MSW.
L'introduzione del Servizio di sicurezza nel Ministero degli interni (che era già nel sistema di pubblica sicurezza polacco dal 1954) avvenne in seguito alla direttiva numero 00238/56 emessa da Władysław Wicha il 29 novembre 1956. Wicha, membro e politico del PZPR, fu il primo ministro degli interni dal 1954 al 1964. Dopo tale direttiva, il MSW fu l'unico organo di sicurezza in Polonia.
Gli ufficiali attivi nei servizi di sicurezza venivano chiamati "SB-eks". L'Esbecja contrattava anche i singoli cittadini come collaboratori segreti (Tajny Współpracownik o TW), che di solito ricevevano del denaro in cambio dei servizi resi.
Il personale dell'organizzazione fu ridotto, con una diminuzione del 40% degli ufficiali e il ritiro del 60% degli informatori segreti, e oltre la metà delle operazioni attive all'interno delle fabbriche furono chiuse. Grazie alle trattative con l'Unione Sovietica, il numero di agenti del KGB e del GRU attivi in territorio polacco fu ridotto significativamente.
Furono inoltre apportate anche altre modifiche al personale, rimuovendo la maggior parte degli alti funzionari che finora rappresentavano il 90% della gestione nel KdsBP e GZI. Ciò permise di rinnovare gli organi e promuovere le unità più giovani. Tra il 1956 e il 1958, fu attuato uno snellimento organizzativo dell'apparato di repressione nella Repubblica Popolare.

## Attività
I compiti dell'Esbecja non molto diversi da quelli dei suoi predecessori e riguardavano principalmente la protezione del regime comunista all'interno del Paese (e non solo) per il controllo e la penetrazione in tutte le strutture della vita sociale in Polonia e all'estero: l'Esbecja aveva infatti degli infiltrati tra le comunità polacche negli Stati Uniti, in Canada e nel Regno Unito.
Il servizio di sicurezza fu attivo nella lotta contro l'opposizione politica, alla repressione dei manifestanti e degli scioperi. Ebbe inoltre un ruolo importante al fianco della milizia, la polizia antisommossa, e l'ORMO nella repressione durante la crisi politica del 1968, durante le proteste del 1970 e del 1976.
L'Esbecja si concentrò sulla sorveglianza del clero, dei circoli intellettuali indipendenti, e delle minoranze etniche nel Paese, e spesso gli ufficiali SB agivano in violazione della legge dello stato, violando i diritti umani e usando la tortura.